# Cristian Sulser

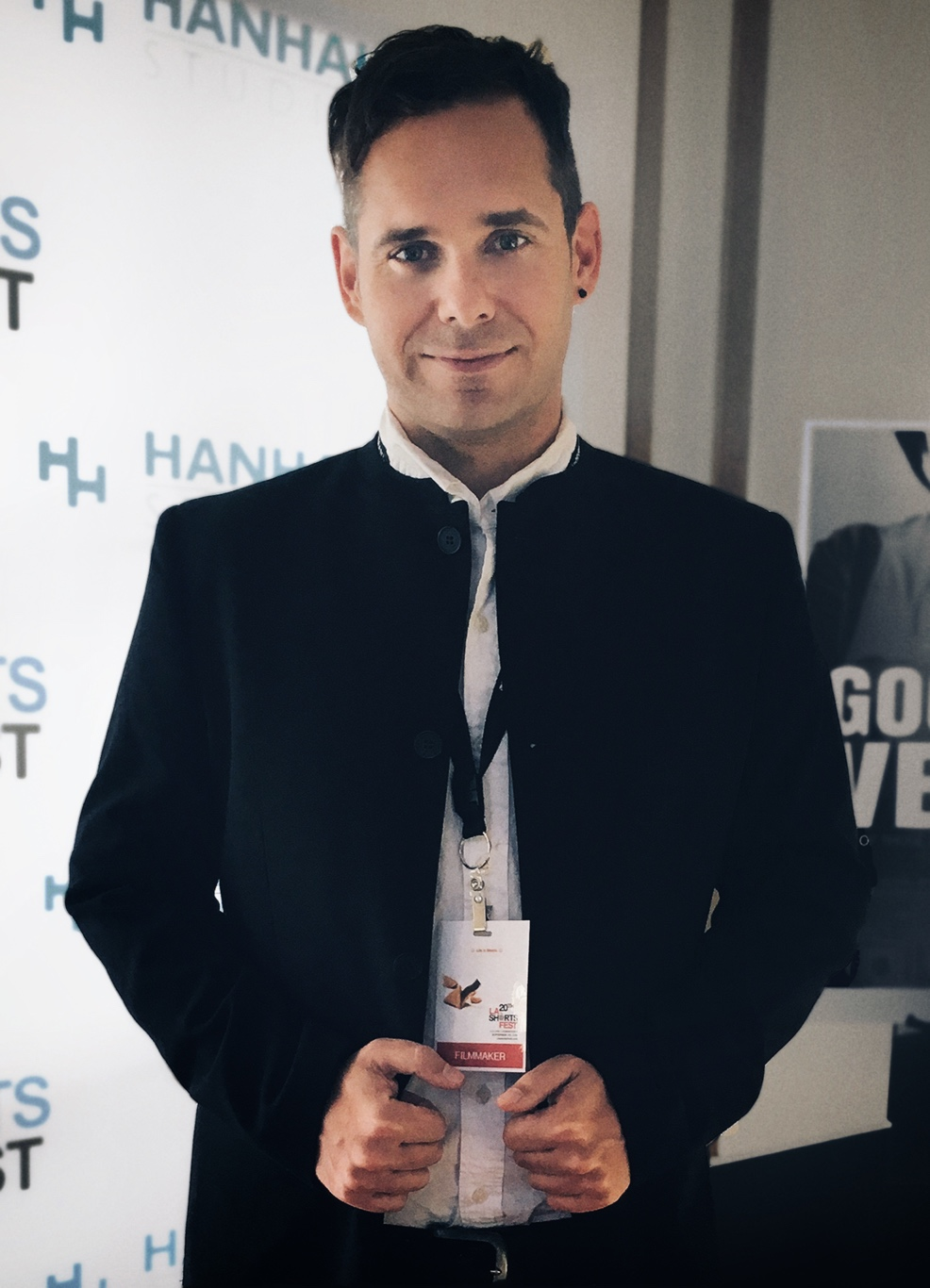
Cristian Sulser (2017)

Cristian „Cris“ Sulser (* 14. September 1977 in St. Gallen) ist ein Schweizer Regisseur, Autor und Schauspieler.

## Ausbildung
Sulser besuchte das Gymnasium und das Lehrerseminar der Kantonsschule Heerbrugg. Später studierte er Drehbuch und Dramaturgie an der Drehbuchschule Berlin und an der University of California, Los Angeles. Er schloss mit einem Master in Filmregie vom renommierten American Film Institute in Los Angeles ab.

## Leben
In seinen Jugendjahren begann Sulser als Schauspieler auf der Theater und Musicalbühne. Ab 1998 arbeitete er als Regieassistent für den Opernregisseuren Dieter Kaegi unter anderem an den Opernhäusern Opera Ireland, Opéra-Théâtre de Metz und später auch am Lismore Opera Festival.
Anschliessend arbeitete er als Assistent der TV-Produzentin Gail Berman-Masters bei der Produktionsfirma  Regency Television der 20th Century Fox in Los Angeles, unter anderem für die TV-Serien Malcolm mittendrin, Buffy – Im Bann der Dämonen und Roswell. Danach arbeitete er als Regieassistent für den Spielfilme „Lost In The Pershing Point Hotel“, welcher auf dem Sundance Film Festival ausgezeichnet wurde.
Zurück in der Schweiz, stand er für SRF Schweizer Radio und Fernsehen, stand er unter anderem für Nickelodeon Schweiz, die Comedyshow Dietmar sowie, von 2004 bis 2007, für die Comedysendung Rätpäck vor der Kamera. Zusammen mit Sven Epiney gründete er die Produktionsfirma Second Unit Mediaproductions, bei welcher er sich der Regie, der Stoffentwicklung und der künstlerischen Leitung widmet.
Sulser lebt und arbeitet als freischaffender Regisseur und Autor abwechselnd in der Schweiz und in Los Angeles. Er produzierte Dokumentar-, Kurz und Spielfilme im In- und Ausland, führt Regie für TV-Produktionen und Theaterstücke. Gelegentlich arbeitet er als Script Consultant und als ist Dozent für Filmregie und Drehbuchschreiben tätig.

## Auszeichnungen
Sulsers Kurzfilme Scrabble und Goodbye Vesna wurden an über 150 internationalen Film Festivals gezeigt und haben über 35 Auszeichnungen gewonnen. (USA Film Festival, Cannes Film Festival, Cayman International Film Festival, Palm Springs International ShortFest, Porto Rico Comic Con) Seine Fernseharbeit wurde zweimal mit dem Prix Walo und einem Schweizer Fernsehpreis für Beste Fernsehsendung ausgezeichnet. Sulser wurde für das New Director’s Film Festival ausgewählt und wurde zum "Filmmaker to watch" von Spotlight ernannt.